# Kamienica Dawida Szmulewicza w Łodzi
Kamienica Dawida Szmulewicza – kamienica znajdująca się przy ulicy Piotrkowskiej 37 w Łodzi.

## Historia
Posesja przy ulicy Piotrkowskiej 37, należała w 1887 roku do Icka Lejba Kona. Stał tam wtedy parterowy budynek frontowy, z przylegającą do niego jednopiętrową oficyną, a od południowej granicy znajdowała się trzypiętrowa oficyna. W 1894 roku właścicielem działki został Dawid Szmulewicz.
Na zamówienie Szmulewicza w 1903 roku wzięty architekt Gustaw Landau-Gutenteger opracował projekt nowej kamienicy, o elewacji w modnym wówczas stylu secesji, z oficynami. Projekt zrealizowano w 1904 roku. W roku 1945 w kamienicy otwarto pierwszą w Łodzi wypożyczalnię książek dla dzieci i młodzieży.
Budynek wpisany jest do rejestru zabytków pod numerem A/68 z 20.01.1971.

## Architektura
Jest to imponująca pięciokondygnacyjna, secesyjna kamienica czynszowa, zwiastująca swoją formą nadejście modernizmu z uwagi na jasne oraz wyraziste podziały elewacji, a także oszczędnie stosowany detal. Kamienica została wzniesiona na planie prostokąta, z wykuszem na osi, z dwoma oficynami od zachodu, ustawionymi skośnie do budynku frontowego i jedna poprzeczną zamykającą podwórze od zachodu. Oficyny są trzypiętrowe z poddaszami. Wykusz przez trzy piętra, na planie prostokąta, wsparty na wolutowych wspornikach nad parterem, zakończony jest u szczytu balkonem. Nad najwyższą kondygnacja wznosi się ciekawa, smukła kopuła nakryta hełmem. Nadproża okien fasady ozdobione są ornamentem o charakterze secesyjnym: liście, wstęgi, głowy lwów i maski kobiece (maszkarony). Okna na pierwszym i czwartym piętrze prostokątne, wąskie i wysokie.
Okna pierwszego, czwartego piętra i okna w górnej części wykusza zamknięte łukiem odcinkowym – spłaszczonym. Architekt zaprojektował również stolarkę drzwi i okien, bramę i kraty o delikatnym, charakterystycznym dla secesji rysunku. Zachowała się dekoracja bramy wjazdowej, balustrada schodów, a także sztukatorski wystrój pomieszczeń i klatek schodowych. Parter kamienicy został przebudowany.